# Bunyawi Thamchaiwat
Bunyawi Thamchaiwat (thailändisch บุณยวีร์ ธรรมไชยวัฒน์, RTGS Bunyawi Thamchaiwat; * 29. Juli 1998 in Nakhon Ratchasima) ist eine thailändische Tennisspielerin.

## Karriere
Bunyawi begann mit acht Jahren mit dem Tennisspielen und bevorzugt dabei den Hartplatz. Sie spielt überwiegend auf der ITF Women’s World Tennis Tour, auf der sie bislang vier Einzel- und fünf Doppeltitel gewonnen hat. Auf der WTA Tour erhielt sie für die Hua Hin Championships 2015 eine Wildcard für das Hauptfeld des Turniers der WTA Challenger Series.
Im Jahr 2016 spielte Thamchaiwat erstmals für die thailändische Fed-Cup-Mannschaft; ihre Fed-Cup-Bilanz weist bislang 3 Siege bei keiner Niederlage aus.

## Turniersiege

### Einzel
| Nr. | Datum            | Turnier | Kategorie   | Belag     | Finalgegnerin      | Ergebnis           |
| --- | ---------------- | ------- | ----------- | --------- | ------------------ | ------------------ |
| 1.  | 30. Mai 2015     | Bangkok | ITF $10.000 | Hartplatz | Nungnadda Wannasuk | 6:74, 6:3, Aufgabe |
| 2.  | 22. Oktober 2016 | Hua Hin | ITF $10.000 | Hartplatz | Natalija Kostić    | 6:1, 6:3           |
| 3.  | 9. Dezember 2017 | Solapur | ITF $15.000 | Hartplatz | Olga Doroschina    | 7:62, 6:3          |
| 4.  | 5. Mai 2018      | Hua Hin | ITF $15.000 | Hartplatz | Nudnida Luangnam   | 6:1, 6:1           |

### Doppel
| Nr. | Datum             | Turnier    | Kategorie   | Belag     | Partnerin        | Finalgegnerinnen                   | Ergebnis |
| --- | ----------------- | ---------- | ----------- | --------- | ---------------- | ---------------------------------- | -------- |
| 1.  | 4. Mai 2018       | Hua Hin    | ITF $15.000 | Hartplatz | Zeel Desai       | Sheng Yuqi Aldila Sutjiadi         | 7:5, 6:1 |
| 2.  | 7. September 2018 | Nonthaburi | ITF $15.000 | Hartplatz | Nudnida Luangnam | Cho I-hsuan Wang Dan-ni            | 6:2, 6:0 |
| 3.  | 30. November 2018 | Hua Hin    | ITF $15.000 | Hartplatz | Nudnida Luangnam | Ayaka Okuno Aldila Sutjiadi        | 6:4, 6:2 |
| 4.  | 18. Juni 2022     | San Diego  | ITF W15     | Hartplatz | Yang Ya-yi       | Sara Daavettila Makenna Jones      | 6:3, 6:4 |
| 5.  | 14. Dezember 2024 | Solapur    | ITF W35     | Hartplatz | Thasaporn Naklo  | Akanksha Dileep Nitture Soha Sadiq | 6:4, 6:2 |